# Mauro Paissan
Mauro Paissan (Trento, 22 ottobre 1947) è un politico e giornalista italiano.
Insegna all'Università La Sapienza di Roma.

## Biografia
Deputato per tre legislature (XI, XII, XIII). Dal 1992 al 2001 è vicepresidente della Commissione parlamentare di Vigilanza sulla RAI. Nel 1994, durante una seduta alla Camera dei Deputati, accusa la maggioranza di centrodestra di controllare la RAI, portando a una disputa. Dal 1996 è capogruppo verde e presidente del Gruppo misto.
Nel marzo 2001 la Camera dei deputati lo elegge componente del Garante per la protezione dei dati personali. Non verrà sostituito nel suo collegio di Pisa tramite il ricorso alle elezioni suppletive perché intercorre meno di un anno fra la vacanza del seggio e la scadenza normale della legislatura. Nel marzo 2005 la Camera lo conferma al Garante privacy per un secondo mandato, fino a giugno del 2012.
Coordinatore del gruppo di lavoro Garante-Ordine dei giornalisti sul codice deontologico relativo al trattamento dei dati personali nell'esercizio dell'attività giornalistica.
È docente di Deontologia del giornalismo all'università La Sapienza di Roma, corso di laurea magistrale in Editoria e scrittura.
Tra i suoi libri: "Privacy e giornalismo", "Il mondo di Sergio", "La privacy è morta, viva la privacy"
È tra i fondatori dell'Associazione di volontariato "Una breccia nel muro", che opera a favore dei bambini autistici.